# Cratere Wukari
Wukari  è un cratere sulla superficie di Marte.